# William Gayraud-Hirigoyen
William Gayraud-Hirigoyen (ur. jako Marcel René Gayraud 1 maja 1898 w Laroque-Timbaut, zm. 9 grudnia 1962 w Paryżu) – francuski rugbysta grający na pozycji młynarza, reprezentant kraju oraz bobsleista i skeletonista, brązowy medalista Mistrzostw Świata 1947, olimpijczyk.
W swoim jedynym występie dla reprezentacji Francji 3 kwietnia 1920 roku zdobył przyłożenie w meczu z Irlandią. Przyczynił się tym samym do pierwszego w historii wyjazdowego zwycięstwa kadry. Związany był z klubami Stade Toulousain i SU Agen.
Od połowy lat dwudziestych występował w zawodach na torach lodowych. W Mistrzostwach Świata FIBT 1947 zdobył brązowy medal w bobslejowych czwórkach. Uczestniczył w Zimowych Igrzyskach Olimpijskich 1948: w rywalizacji dwójek bobsleistów zajął dwunastą lokatę, skeletonowej zaś nie ukończył.
Uprawiał także pływanie, lekkoatletykę, boks, wioślarstwo i pelotę. Był działaczem oraz sędzią rugby i peloty.
Podczas pierwszej wojny światowej zaciągnął się na ochotnika, służył w randze podoficera i został odznaczony Krzyżem Wojennym.
Mieszkał w Paryżu, zajmował się kinezyterapią i masażami.